# August Endell

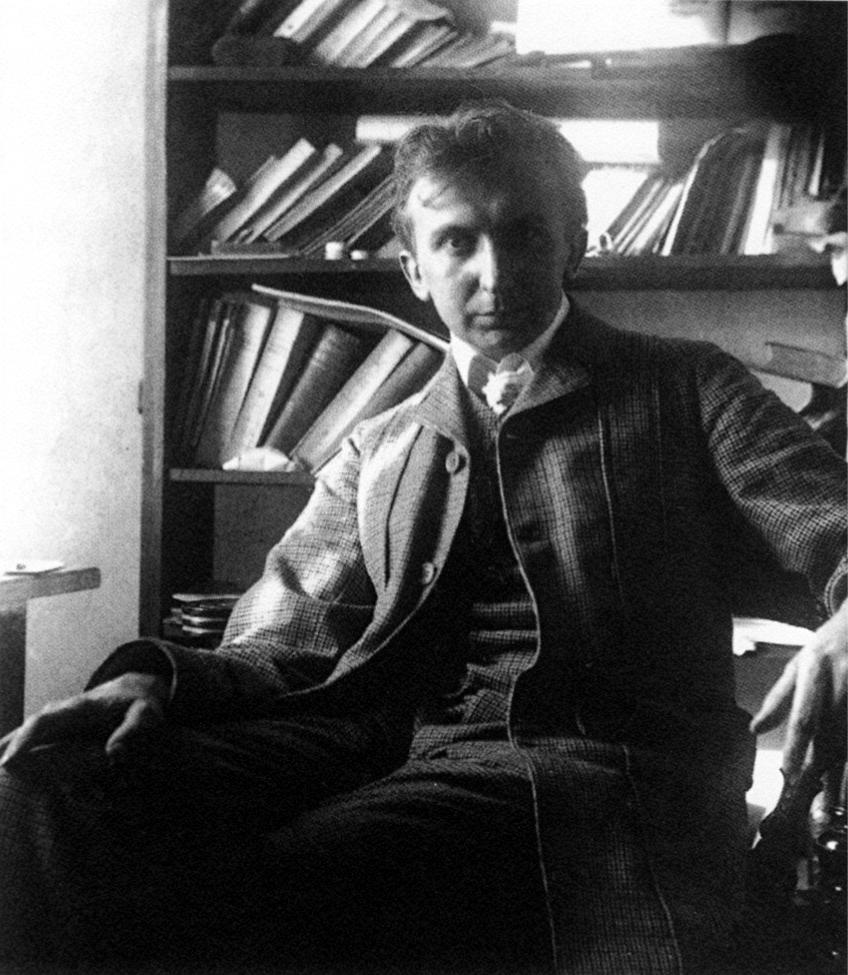
August Endell

August Endel (12 de abril de 1871 — 15 de abril de 1925) foi um arquiteto alemão da Art Noveau responsável pelo Studio Elvira em Munique.